# Лижні перегони на зимових Азійських іграх 1986
Змагання з лижних перегонів на зимових Азійських Іграх 1986 проводилися в Саппоро (Японія) з 2 по 6 березня. Було розіграно 6 комплектів нагород (по три для чоловіків і жінок).

## Медалісти
Чоловіки
| Дисципліна             | Золото                                                           | Срібло                                                    | Бронза                        |
| ---------------------- | ---------------------------------------------------------------- | --------------------------------------------------------- | ----------------------------- |
| 15 км, класичний стиль | Кадзунарі Сасакі Японія                                          | Юдзі Ямаїші Японія                                        | Джун Єн Хаей Південна Корея   |
| 30 км, вільний стиль   | Таніякі Юкі Японія                                               | Кадзунарі Сасакі Японія                                   | Джун Єн Хаей Південна Корея   |
| 4 × 10 км, естафета    | Японія Хірофумі Соката Юдзі Ямаїші Таніякі Юкі Хідецугу Сугавара | Південна Корея Чо Сон Ху Хон Кун Пао Пак Кі Хо Джун Єн Ху | Китай Канг Хенглін Джу Д'єнфа |

Жінки
| Дисципліна            | Золото                                            | Срібло                                                      | Бронза                                   |
| --------------------- | ------------------------------------------------- | ----------------------------------------------------------- | ---------------------------------------- |
| 5 км, класичний стиль | Кадзуко Накадзіма Японія                          | Міхоко Шімідзуме Японія                                     | Танг Юцін Китай                          |
| 10 км, вільний стиль  | Кадзуко Накадзіма Японія                          | Міхоко Шімідзуме Японія                                     | Сонг Шидзі Китай                         |
| 4 × 5 км, естафета    | Китай Лу Фенгмей Сонг Шидзі Танг Юцін Чанг Деджен | Японія Маямі Андо Міка Іто Кадзуко Накадзіма Руміко Ямамото | Північна Корея Рі Кьонг-Хуей Кім Чен Сук |

## Таблиця медалей
| Місце                      | Країна         | Золото | Срібло | Бронза | Загалом |
| -------------------------- | -------------- | ------ | ------ | ------ | ------- |
| 1                          | Японія         | 5      | 5      | 0      | 10      |
| 2                          | Китай          | 1      | 0      | 3      | 4       |
| 3                          | Південна Корея | 0      | 1      | 2      | 3       |
| 4                          | Північна Корея | 0      | 0      | 1      | 1       |
| Разом                      | Разом          | 6      | 6      | 6      | 18      |
| Примітка: приймаюча країна |                |        |        |        |         |

## Результати

### Чоловіки

#### 15км, класичний стиль
4 березня
| Місце | Атлет                       | Час     |
| ----- | --------------------------- | ------- |
| 1     | Кадзунарі Сасакі Японія     | 42.28.0 |
| 2     | Юдзі Ямаїші Японія          | 43.48.1 |
| 3     | Джун Єн Хаей Південна Корея | 44.58.2 |
| 3     | Таніякі Юкі Японія          | 44.10.2 |

#### 30км, вільний стиль
2 березня
| Місце | Атлет                       | Час     |
| ----- | --------------------------- | ------- |
| 1     | Таніякі Юкі Японія          | 1:24.01 |
| 2     | Кадзунарі Сасакі Японія     | 1:25.51 |
| 3     | Джун Єн Хаей Південна Корея | 1:27.34 |
| 3     | Ямаїші Юдзі Японія          | 1:27.04 |

#### 4 × 10км, естафета
6 березня
| Місце | Атлет                                                            | Час     |
| ----- | ---------------------------------------------------------------- | ------- |
| 1     | Японія Хірофумі Соката Юдзі Ямаїші Таніякі Юкі Хідецугу Сугавара | 1:48.14 |
| 2     | Південна Корея Чо Сон Ху Хон Кун Пао Пак Кі Хо Джун Єн Ху        | 1:50.29 |
| 3     | Китай Канг Хенглін Джу Д'єнфа                                    | 1:57.02 |

### Жінки

#### 5км, класичний стиль
4 березня
| Місце | Атлет                    | Час     |
| ----- | ------------------------ | ------- |
| 1     | Кадзуко Накадзіма Японія | 16.14.2 |
| 2     | Міхоко Шімідзуме Японія  | 16.40.1 |
| 3     | Танг Юцін Китай          | 16.48.1 |

#### 10км, вільний стиль
2 березня
| Місце | Атлет                    | Час     |
| ----- | ------------------------ | ------- |
| 1     | Кадзуко Накадзіма Японія | 30.55.2 |
| 2     | Міхоко Шімідзуме Японія  | 31.29.9 |
| 3     | Сонг Шидзі Китай         | 31.46.7 |

#### 4 × 10км, естафета
6 березня
| Місце | Атлет                                                       | Час     |
| ----- | ----------------------------------------------------------- | ------- |
| 1     | Китай Лу Фенгмей Сонг Шидзі Танг Юцін Чанг Деджен           | 1:06.46 |
| 2     | Японія Маямі Андо Міка Іто Кадзуко Накадзіма Руміко Ямамото | 1:06.50 |
| 3     | Північна Корея Рі Кьонг-Хуей Кім Чен Сук                    | 1:16.12 |